# 肯尼迪 (加利福尼亞州)
肯尼迪（英語：Kennedy）是位於美國加利福尼亞州聖華金縣的一個人口普查指定地區。

## 地理
肯尼迪的座標為37°55′54″N 121°15′06″W / 37.93167°N 121.25167°W，而該地最高點為海拔高度7米（即23英尺）。

## 人口
根據2010年美國人口普查的數據，肯尼迪的面積為3.043平方千米，均為陸地。當地共有人口3254人，而人口密度為每平方千米1,069人。